# Turbinaria bifrons
Turbinaria bifrons là một loài san hô trong họ Dendrophylliidae. Loài này được Brüggemann mô tả khoa học năm 1877.